# Südpark

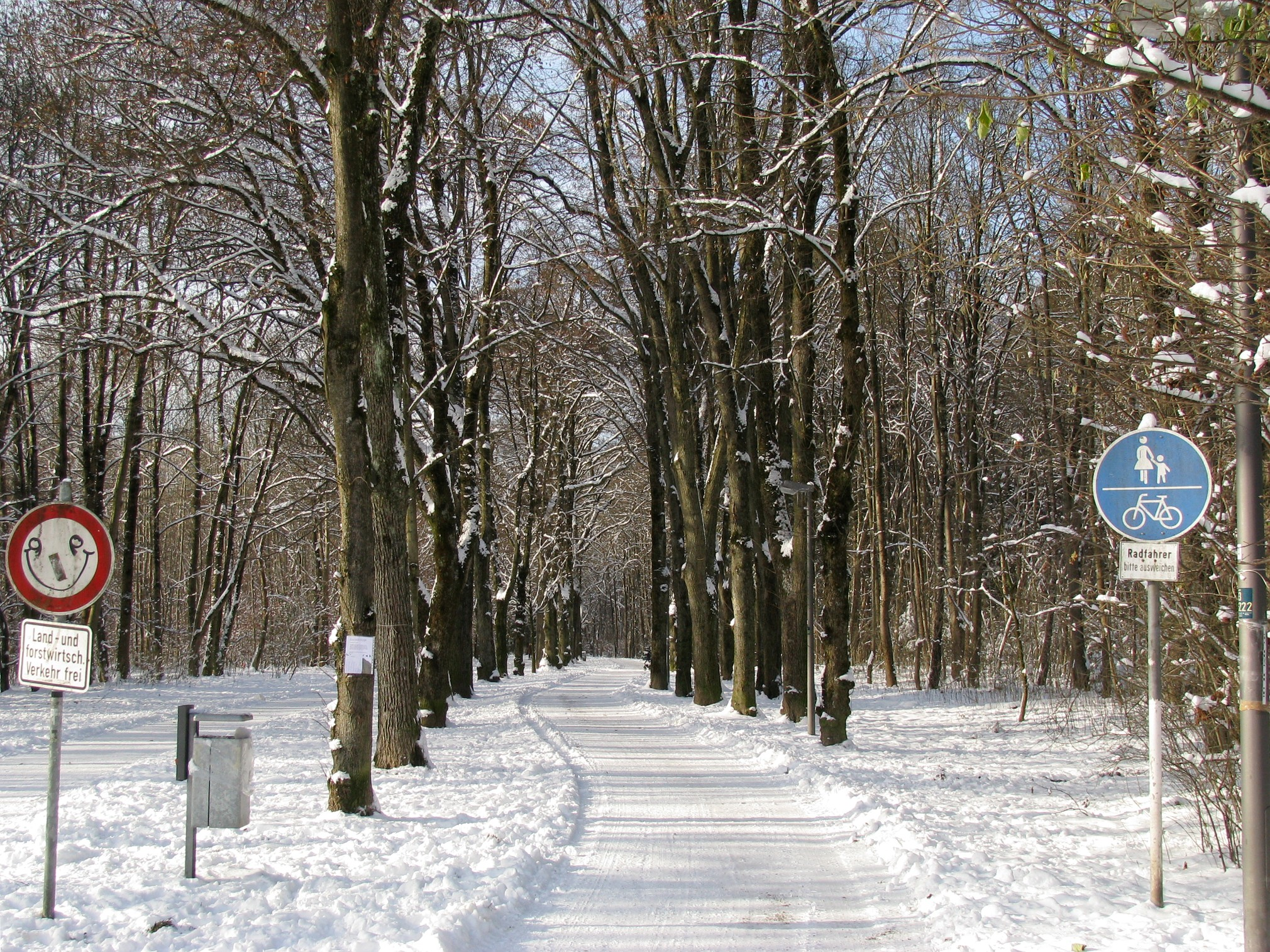
Sudpark en hiver

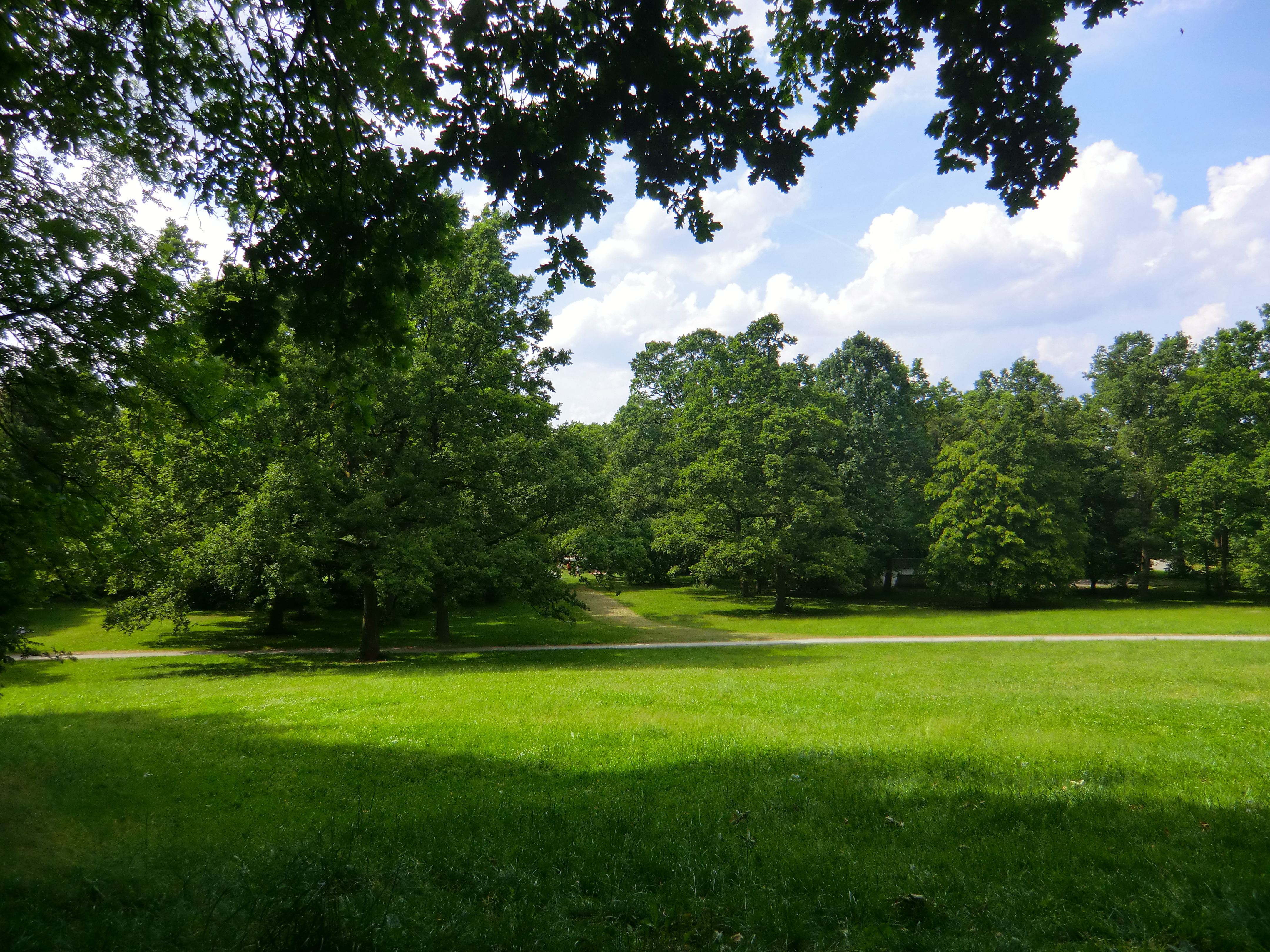
Südpark (partie sud-est) en été.

Le Südpark est un parc boisé situé au sud de Munich dans le quartier d'Obersendling.
En 1969 et 1970, le Sendlinger Wald a été réaménagé sur une superficie d'environ 60 hectares pour devenir l'actuel Südpark.

## Description
Le parc contient des sentiers pédestres, plusieurs aires de jeux pour enfants, un parcours de santé, des tables de ping-pong, un skate park, des pistes de curling et, en hiver, une piste de luge.
Un bureau municipal d'horticulture est désormais installé sur le site de l'ancien équarrissage des cadavres d'animaux en forêt. L'école primaire de la Zielstattstrasse et le complexe sportif de district Surheimer Weg 3 à Munich sont situés à l'extrémité est du Südpark.
Le quartier voisin « Am Südpark », qui est situé au sud et a été nommé d'après le Südpark, a été construit en 2015 pour environ 2 500 personnes et 400 emplois.

## Liens web
(mai 2023).
- Südpark. muenchen.de – Das offizielle Stadtportal, abgerufen am 10. Oktober 2015 (Mit Fotostrecke).
- Karl Hirsch: Der Südpark in Obersendling ist jetzt noch attraktiver (Memento vom 18. April 2016 im Internet Archive), weissblau.de